# Аттолико, Бернардо
Бернардо Аттолико (итал. Bernardo Attolico, 17 января 1880 года, Бари — 9 февраля 1942 года, Рим) — итальянский дипломат.

## Биография
1901 год — окончил Римский университет с дипломом юриста.
Преподавал политическую экономику в Техническом институте.
С 1907 года — правительственный инспектор по делам эмигрантов. В этом качестве посетил США, Канаду и Турцию.
В ходе Первой мировой войны направлен в Лондон в качестве главы итальянской делегации в международной подготовительной комиссии по военным поставкам.
1919 год — технический советник на Парижской мирной конференции.
С 1918 года — заместитель Секретаря Лиги Наций (Женева)
С 1920 года, одновременно, становится Верховным комиссаром в Данциге.
С 1921 года — руководитель секции Лиги Наций по сокращению вооружений.
1922—1927 — заместитель Генерального секретаря Лиги Наций.
С 1 февраля 1927 года — посол Италии в Бразилии (Рио-де-Жанейро)
С 12 мая 1930 года по июль 1935 года — посол Италии в СССР (Москва).
С 26 июля 1935 года — 31 октября 1939 года — посол Италии в Германии (Берлин). Способствовал сближению Италии с Германией, приложил много усилий для создания «Оси Берлин—Рим».
1940—1942 — посол Италии при Святом Престоле.

## Голод 1932 - 1933
Во время пребывания в Москве в должности посла, Аттолико докладывал в министерство иностранных дел Италии о  раскулачивании, репрессиях, безработице и голоде в Советском Союзе. В сообщении от 19 апреля 1932 года посол  докладывал о  появлении беспризорных в Москве, Тифлисе и Харькове. Аттолико отмечал, что

Беспризорные считаються вне закона, а поэтому любой может их безнаказанно убить.

В донесении от 20 июня 1933 года, он сообщал что
Свыше трети европейской части России, а точнее, её самая плодородная часть пребывают в плену тотального, чрезвычайно тяжёлого голода, который прямо угрожает 50 миллионам людей, тогда как другие две трети, не имея возможности формально назвать себя голодными, живут в нищете.

В отличие от нацистской Германии, правительство которой публиковало в прессе письма голодающих немцев Поволжья, Бенито Муссолини не стал предавать огласке сообщения Аттолико, а также других итальянских дипломатов о массовом голоде, поскольку Италия в то время налаживала тесные отношения с СССР.